# Mikromosaik

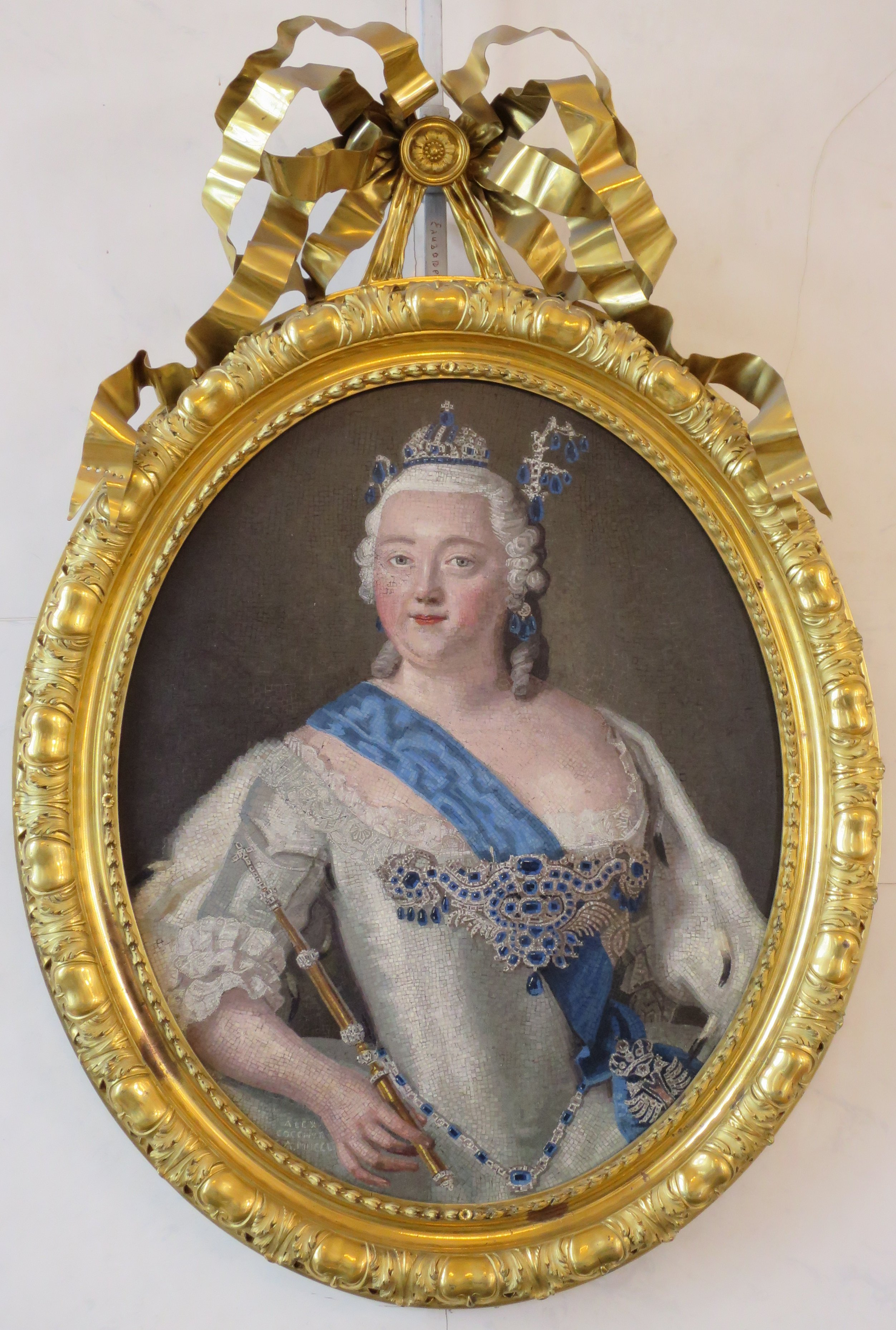
Kaiserin Elizabeth Petrovna, Italien um 1750

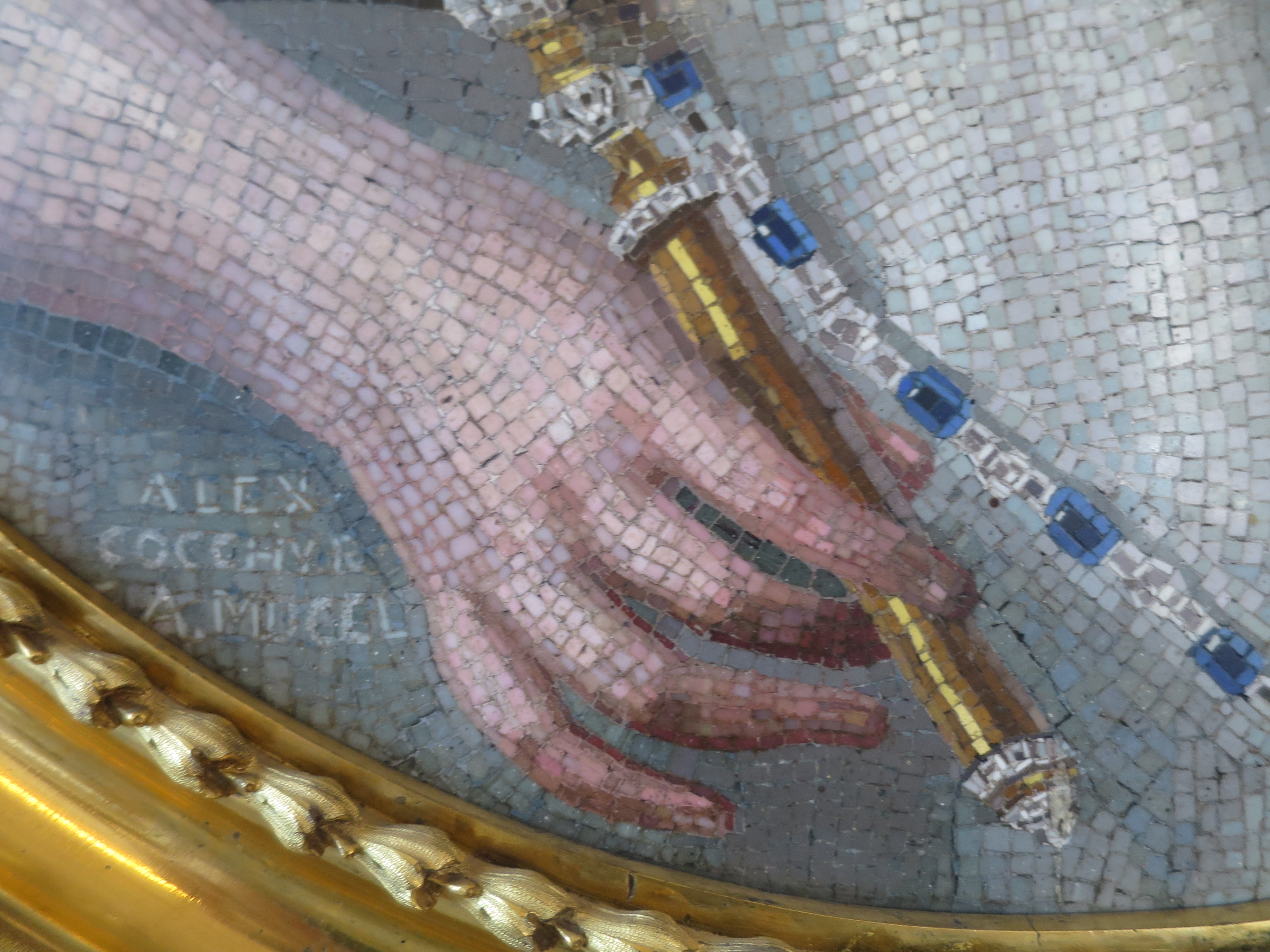
Detail des Porträts

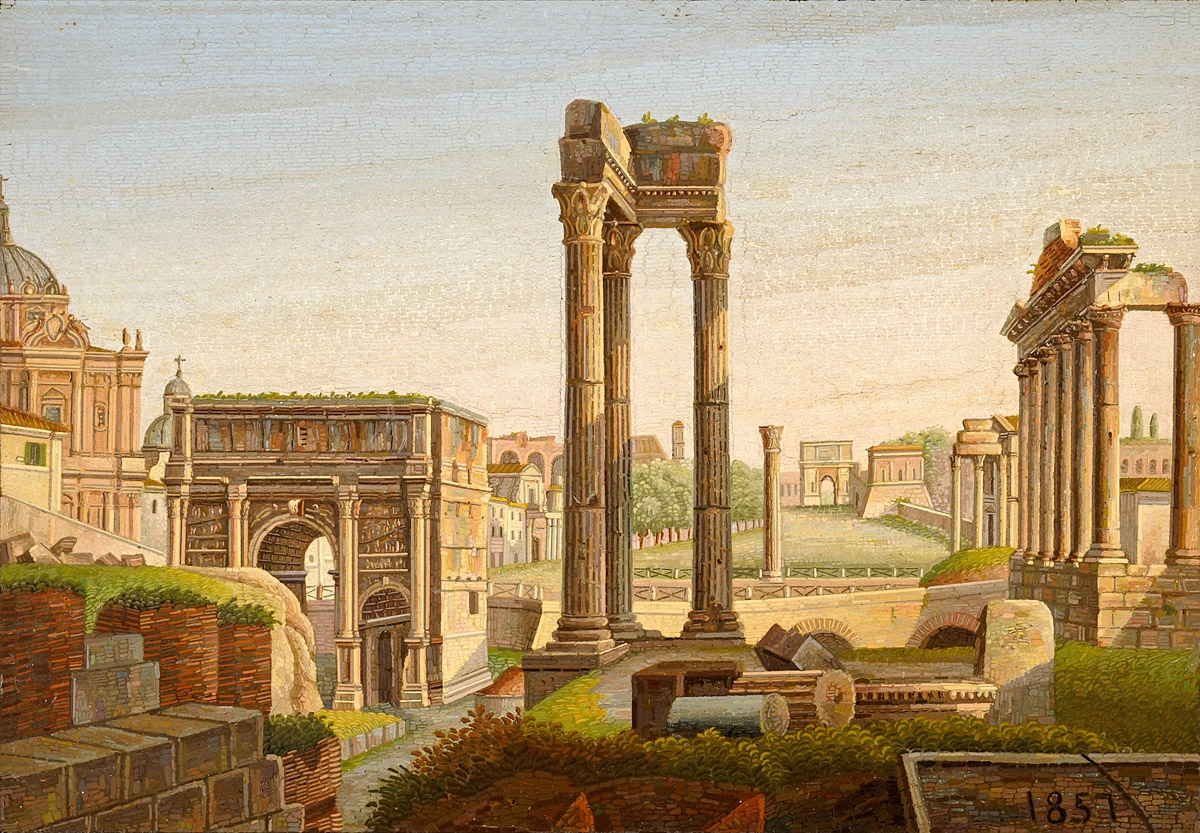
Mikromosaik Forum Romanum, datiert 1857, 20 × 28 cm

Mikromosaik ist eine spezielle Form des Mosaiks aus winzigen Glas-Stücken oder Email-ähnlichem Material.

## Geschichte

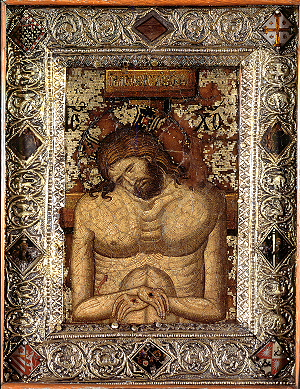
Byzantinische Mosaikikone, Rom, S. Croce in Gerusalemme

Mikromosaiken wurden schon in der griechischen Antike hergestellt, die sogenannten Emblemata. In spätbyzantinischer Zeit wurden Ikonen aus extrem kleinen Glasmosaik-Tesserae gefertigt, sogenannte Mosaikikonen. In der Renaissance wurden sie in Italien hergestellt. Ab 1576 wurde in den Vatikanischen Werkstätten Mosaik-Replikas für den Petersdom hergestellt.
Ab 1790 wurde wegen mangelnder Aufträge für große Mosaiken diese Technik in den Vatikanischen Werkstätten wiederbelebt (siehe Weblinks Videos) und zur Herstellung von Schmuck-Gegenständen für Touristen verwendet. Neben religiösen Darstellungen nach Gemälden und Veduten im archäologischen Stil. Neben der Verwendung als Schmuck wurden Mikromosaike auch auf Schnupftabakdosen, anderen Behältern und Klein-Möbeln angebracht. Die besten Stücke haben 500 bis 750 Teile je cm², sind aber sehr selten.
In der Porzellanmalerei hat man die Mikromosaik-Technik imitiert, indem man feine Linien über die Szenen malte. Die Darstellungen sind überwiegend Veduten und symbolische Motive.

## Mikromosaik-Schmuck
Das Tragen von Mikromosaik-Schmuck war vom 17. bis 19. Jahrhundert populär bei den reichen Italien-Reisenden zu den historischen Stätten in kulturellen Objekten.
Bevorzugt wurden Darstellungen mit italienischen Veduten wie das Kolosseum, der Petersdom usw., aber auch römische mythologische Szenen. Man konnte eigene Motive in Auftrag geben. Um 1870 endete diese Mode.